# Hiéroglyphe égyptien D7
Le hiéroglyphe égyptien D7 (œil paupière inférieure fardée) est classifié dans la section D « Parties du corps humain » de la liste de Gardiner ; il y est noté D7.

## Représentation
Il représente un œil humain, la paupière inférieure retouchée au fard. 

## Utilisation
C'est un déterminatif de l'action de parer, orner,
| a · n | D7 |

| a · n | D7 |

d'où découle sa fonction en tant que complément phonétique de valeur ˁn.
Il est parfois anormalement utilisé comme déterminatif de la vision.
| ms | s | D | t | mwt | D7 · N33A |

| ms | s | D | t | mwt | D7 · N33A |

Il ne doit pas être confondu avec :
| D4 |

| D4 |

| D5 |

| D5 |

| D6 |

| D6 |

| D9 |

| D9 |

## Exemples de mots
| F21 | m | D7 |

| F21 | m | D7 |

| a · n | nw | w | D7 |

| a · n | nw | w | D7 |

| p · t | M4 | D7 |

| p · t | M4 | D7 |